# Johann Jakob von Pistor

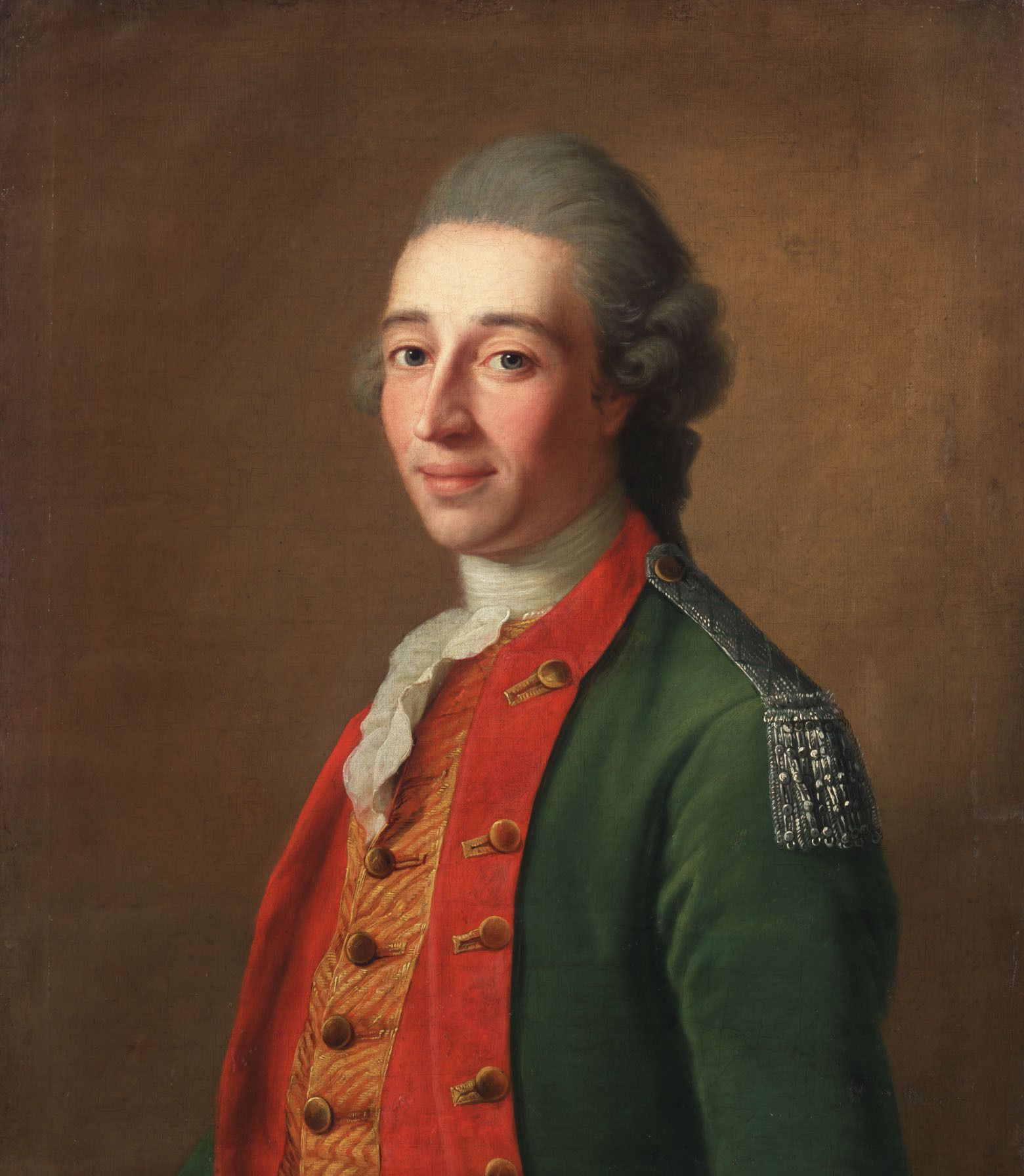
Johann Jakob von Pistor (Porträt von Johann Werner Kobold)

Johann Jakob Pistor, ab 1780: Johann Jakob von Pistor (russisch Яков Матвеевич Пистор; Jakow Matwejewitsch Pistor;* 3. August 1739 in Kassel; † 23. September 1814 in Schmalkalden) war ein russischer Generalleutnant.

## Leben
Er wurde als Sohn des Matthias Konrad Pistor (1691–1761) geboren, der 1749 Gewehrfabrikant in Schmalkalden in der Herrschaft Schmalkalden wurde, einer Exklave der Landgrafschaft Hessen-Kassel.
Er studierte von 1755 bis 1757 an der Universität Göttingen und darauf ein Jahr lang an der Universität Marburg. Nach Beendigung des Studiums wurde er 1758 Leutnant der hessischen Artillerie. Während seiner Dienstzeit nahm er im Siebenjährigen Krieg an drei Feldzügen des Grafen Wilhelm von Schaumburg-Lippe teil; dieser hatte ihn schätzen gelernt und wollte ihn mit nach Portugal nehmen, allerdings lehnte Landgraf Friedrich II. von Hessen-Kassel das Gesuch des Grafen von Schaumburg-Lippe ab. 
Als Landgraf Friedrich II. im Sommer 1764 an dem Kasseler Collegium Carolinum kriegswissenschaftliche Vorlesungen einführte, wurde Johann Jakob von Pistor beauftragt, als erster Lehrer Kriegswissenschaften zu unterrichten. Er unterrichtete Kriegsbaukunst und Artilleriekunde. Die Ausbildung basierte hauptsächlich auf mathematischen Kenntnissen, sodass er seinen Schülern zunächst die nötigen Vorkenntnisse vermitteln musste. Seine Vorlesungen basierten auf den Schriften von Bernard de Bélidor und Abraham Gotthelf Kästner sowie preußischen Lehrbüchern für kriegswissenschaftliche Fächer und eigenen Ausarbeitungen, hierbei verband er stets die Praxis mit der Theorie. 
Im Winterhalbjahr 1771/1772 erhielt er die Mitteilung, das ihn General Friedrich Wilhelm Bauer in russische Dienste berufen hatte, inzwischen war er zum Hauptmann befördert worden.
Kaiserin Katharina II. stellte ihn als Artilleriemajor mit dem Rang eines Oberstleutnants an. Er wurde sowohl im Bergbau und bei den Salzwerken eingesetzt, als auch bei der Vertiefung des Obwodny-Kanals. Am 14. April 1789 wurde er zum Generalmajor befördert. Er war von 1789 bis 1796 Chef des russischen Generalstabs und nahm am russisch-türkischen Krieg von 1787 bis 1791 teil. 
Als einer der bedeutendsten Befehlshaber der russischen Streitkräfte im Warschauer Aufstand, 1794, verfasste er für Kaiserin Katharina II. eine Abhandlung über die Kämpfe in Warschau und den gesamten Kościuszko-Aufstand. Eine Kopie des Werkes in französischer Sprache wurde an den preußischen König Friedrich Wilhelm II. gesandt, in dessen Archiven es später von Napoleons Soldaten nach der Eroberung Berlins während der Koalitionskriege gefunden wurde. Das Werk wurde 1806 veröffentlicht und 100 Jahre später erschien seine polnische Übersetzung. 
Aufgrund seiner guten Leistungen wurde er nobilitiert und zum Generalleutnant ernannt. 
Aus gesundheitlichen Gründen nahm er 1797 seinen Abschied und kehrte nach Kassel zurück. Er lehnte den Wunsch des Landgrafen Wilhelm IX. von Hessen-Kassel ab, der ihn in eigene Dienste einstellen wollte, ebenso wie ein Angebot aus England. Während der Zeit des Königreichs Westphalen zog er von Kassel nach Schmalkalden.

## Schriften (Auswahl)
- Mémoires sur la révolution de la Pologne: trouvés à Berlin. Paris 1806.